# Peluche

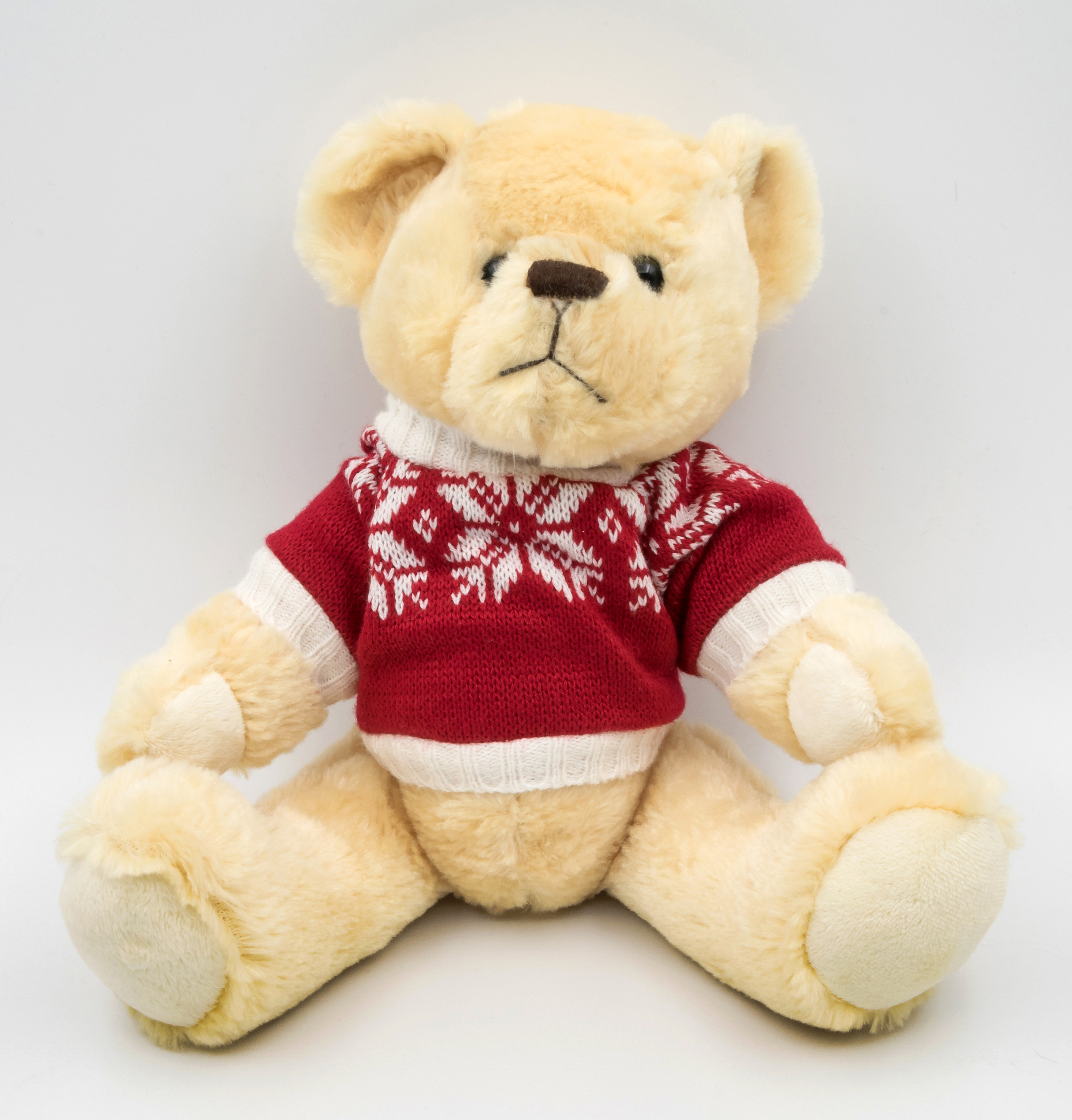
Um urso de pelúcia

Peluche ou pelúcia é um tecido produzido a partir de lã, seda, algodão, fibras sintéticas ou outros materiais têxteis, e tem como principal característica um lado liso e outro felpudo.
Os tecidos de pelúcia modernos são geralmente manufaturados a partir de fibras sintéticas, tais como o poliéster.
É amplamente utilizado na confecção de bichos de pelúcia e brinquedos, além de ser empregado na produção de roupas de dormir, como pijamas e camisolas.